# Cybaeopsis hoplomachus
Espèce
Synonymes
- Amaurobius hoplomachus Bishop & Crosby, 1926

Cybaeopsis hoplomachus est une espèce d'araignées aranéomorphes de la famille des Amaurobiidae.

## Distribution
Cette espèce est endémique de Caroline du Nord aux États-Unis,.

## Description
Le mâle holotype mesure 3,5 mm et la femelle paratype 3 mm

## Systématique et taxinomie
Cette espèce a été décrite sous le protonyme Amaurobius hoplomachus par Bishop et Crosby en 1926. Elle est placée dans le genre Callioplus par Bishop et Crosby en 1935 puis dans le genre Cybaeopsis par Yaginuma en 1987.

## Publication originale
- Bishop & Crosby, 1926 : « Notes on the spiders of the southeastern United States with descriptions of new species. » Journal of the Elisha Mitchell Scientific Society, vol. 41, no 3/4, p. 163-212 (texte intégral).